# Notre-Dame-du-Hamel
Notre-Dame-du-Hamel ist eine französische Gemeinde mit 188 Einwohnern (Stand 1. Januar 2022) im Département Eure in der Region Normandie (vor 2016 Haute-Normandie); sie gehört zum Arrondissement Bernay und zum Kanton Breteuil.

## Geographie
Notre-Dame-du-Hamel liegt etwa 50 Kilometer westsüdwestlich von Évreux an der Charentonne. Umgeben wird Notre-Dame-du-Hamel von den Nachbargemeinden Mélicourt im Norden, La Haye-Saint-Sylvestre im Nordosten, Mesnil-Rousset im Osten, La Ferté-en-Ouche im Süden, Saint-Laurent-du-Tencement im Westen sowie Saint-Denis-d’Augerons im Nordwesten.

## Bevölkerungsentwicklung
| Jahr                       | 1962 | 1968 | 1975 | 1982 | 1990 | 1999 | 2006 | 2013 | 2019 |
| Einwohner                  | 340  | 260  | 217  | 227  | 186  | 194  | 197  | 221  | 198  |
| Quellen: Cassini und INSEE |      |      |      |      |      |      |      |      |      |

## Sehenswürdigkeiten
- Kirche Notre-Dame
- Mühle La Margotière, heute Restaurant